# Ssssh
Albums de Ten Years After
Stonedhenge
(1969) Cricklewood Green
(1970)
Singles
1. I Woke Up This Morning
Sortie : 1969

Ssssh est le troisième album studio (le quatrième en tout) du groupe de blues rock britannique Ten Years After. Il est sorti en août 1969 sur le label Deram et a été produit par le groupe.

## Histoire
Selon le souhait du groupe, l'enregistrement de l'album s'est fait dans les conditions les plus proches du live à Londres, dans les Morgan Studios.
Ssssh marque le début de la popularité outre-Atlantique du groupe, à la suite de sa prestation au festival de Woodstock quelques semaines plus tôt. L'album atteint la 20e place du Billboard 200. Au Royaume-Uni, il se classe à la 4e place des charts, où il séjourne pendant 18 semaines, et en France il passe 30 semaines dans les charts avec un pic à la 9e place.

## Liste des titres
Toutes les chansons sont d'Alvin Lee, sauf mention contraire.

### Face 1
1. Bad Scene – 3:20
2. Two Time Mama – 2:05
3. Stoned Woman – 3:25
4. Good Morning Little Schoolgirl (Sonny Boy Williamson I) – 6:34

### Face 2
1. If You Should Love Me – 5:25
2. I Don't Know That You Don't Know My Name – 1:56
3. The Stomp – 4:34
4. I Woke Up This Morning – 5:25

## Musiciens
- Alvin Lee : chant, guitare
- Leo Lyons : basse
- Chick Churchill : orgue
- Ric Lee : batterie

## Charts
| Pays        | Durée du classement | Meilleur classement | Date            |
| ----------- | ------------------- | ------------------- | --------------- |
| Allemagne   | 6 semaines          | 6e                  | 10 janvier 1970 |
| États-Unis  | 21 semaines         | 20e                 | 4 octobre 1969  |
| France      | 30 semaines         | 9e                  | 19 janvier 1970 |
| Norvège     | 8 semaines          | 16e                 | 26 janvier 1970 |
| Royaume-Uni | 18 semaines         | 4e                  | 18 octobre 1969 |